# چیو جیان
چیو جیان (چینی: 邱健؛ زادهٔ ۲۵ ژوئن ۱۹۷۵) تیرانداز اهل چین است.